# William Lee D. Ewing
William Lee D. Ewing (Paris, 1795. augusztus 31. – Springfield, 1846. március 25.) az Amerikai Egyesült Államok szenátora (Illinois, 1835–1837).